# لهری، مراکش
لهری (عربی: الهری) یک کمون در استان خنیفره، بنی ملال خنیفرا، مراکش می‌باشد. در دوران آمارگیری تاریخ ۲۰۰۴، جمعیت این کمون ۹۴۲۴ نفر بود که در ۱۶۴۱ خانواده ساکن بودند.
لهری مکاننبرد معروف ۱۹۱۴ به همین اسم میان مهاجمان فرانسوی و جنگجویان زایانس بود.